# Yamae
Yamae (jap. 山江村 Yamae-mura) – wieś w Japonii, na wyspie Kiusiu, w prefekturze Kumamoto. Według danych na rok 2020 miejscowość zamieszkiwało 3 238 mieszkańców , a gęstość zaludnienia wyniosła 26,7 os./km².